# Mare de Déu de la Llet (1520)
Mare de Déu de la Llet és una pintura d'autor desconegut datada cap a 1520 i ideada a partir d'un model del Mestre de Flémalle. Va ser adquirida el 1944 pel Museu Nacional d'Art de Catalunya i actualment forma part de la seva col·lecció permanent.
Es tracta d'una obra de petit format circular de 27 cm de diàmetre que es penjava a la capçalera del llit, la finalitat de la qual era clarament la devoció privada.

## Descripció
Aquesta pintura representa la Mare de Déu, en bust, donant el pit a l'Infant, sobre un fons obscur. Maria porta un vestit amb un escot rodó i un mocador blanc al cap amb abundància de plecs que cau sobre l'espatlla dreta de l'Infant.

## Anàlisi
La Virgo lactans té una llarga tradició en l'art occidental cristià, i fou interpretada per l'Església en la seva funció d'aliment espiritual de la Humanitat. Es tracta d'un model a partir d'un altre de cos sencer de la Mare de Déu creat per Robert Campin, també conegut com a Mestre de Flémalle, que es conserva a l'Städelsches Kunstinstitut de Frankfurt, i del qual s'han fet nombroses versions.
La peça és un exemple paradigmàtic del procés de difusió de les fonts artístiques flamenques; en concret, d'aquesta creació es coneixen al voltant de quaranta d'obres, conservades en museus i col·leccions particulars d'arreu del món. Aquest exemplar és un dels que té més qualitat, juntament amb el de la col·lecció Johnson de Filadèlfia. Segons la guia en paper del Museu Nacional d'Art de Catalunya, la finesa en l'execució es manifesta en els plecs del mocador, de línies perfectes i volum insuperable, i en la magnífica tècnica amb la qual es dona realisme a orelles, boca, nas, ulls, celles i cabells. De tota manera, l'estilització del rostre, de cànon més allargat pel que fa al front i les galtes, apunta vers un lleuger allunyament del model original, fet que denota la personalitat de l'artista.